# Киликинская волость
Киликинская волость — упразднённая административно-территориальная единица, существовавшая в составе Дмитриевского, а затем Льговского уездов Курской губернии до 1920-х годов.
Административным центром было село Киликино.

## География
Располагалась на северо-востоке уезда. Граничила с Михайловской, Кармановской и другими волостями, а также с Дмитровским уездом Орловской губернии. Южная граница волости проходила по реке Свапа. Основные водотоки — река Осмонь с притоками — Каменной Осмонькой, Осмонькой и Смородинкой. Площадь укрупнённой Киликинской волости по состоянию на 1926 год составляла 530 кв. км. В настоящее время территория, которую занимала волость, разделена между Дмитриевским и Железногорским районами Курской области.

## История
В 1920-е годы несколько раз укрупнялась за счёт присоединения соседних волостей. 12 мая 1924 года в связи с упразднением Дмитриевского уезда была передана в состав Льговского уезда. По состоянию на 1926 год в состав волости входило 13 сельсоветов, 86 населённых пунктов. В то время на территории волости было 4 579 дворов, проживало 24 839 человек. Упразднена не позднее 1928 года.

## Населённые пункты
По состоянию на 1877 год в составе волости было: 31 сельское общество, 38 общин, 14 селений, 782 двора. Ниже представлен список наиболее значимых населённых пунктов по состоянию на 1877 год:
| № | Населённый пункт | Тип населённого пункта |
| - | ---------------- | ---------------------- |
| 1 | Киликино         | село, адм. центр       |
| 2 | Гладкая          | деревня                |
| 3 | Клишино          | деревня                |
| 4 | Кошкино          | село                   |
| 5 | Кузнецовка       | село                   |
| 6 | Лубошево         | село                   |
| 7 | Пальцево         | село                   |
| 8 | Расторог         | село                   |

Также в состав волости входили следующие населённые пункты: Богославка, Камсуля, Ладыгино, Моршнево, Полозовка, Ратманово, Таракановка.

## Волостные старшины
- Александр Фёдорович Шалдунов (1916 год)[2]